# Buzeins
Buzeins est une ancienne commune française située dans le département de l'Aveyron, en région Occitanie, devenue, le 1er janvier 2016, une commune déléguée de la commune nouvelle du Sévérac-d'Aveyron.

### Localisation

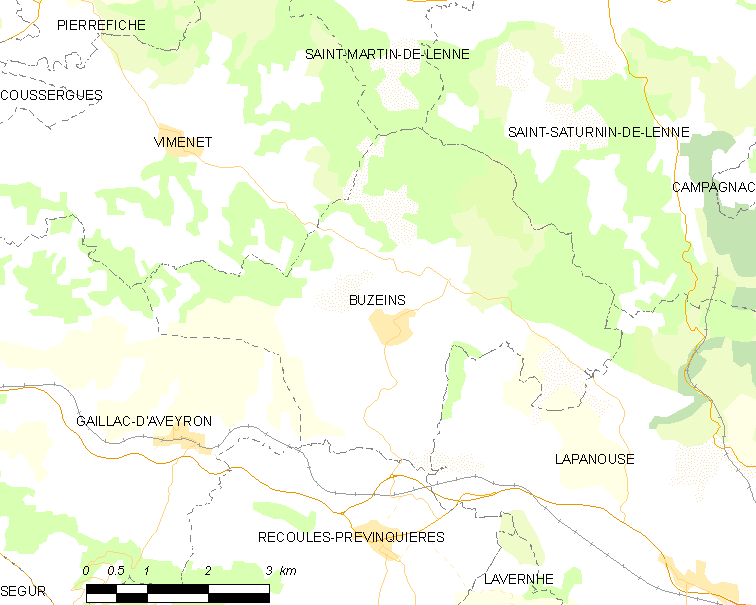

## Géographie

### Site
La commune s'étend sur 21,6 km2 et compte 187 habitants depuis le dernier recensement de la population datant de 2013. Buzeins est à 32 km au Nord-Est de Rodez, la plus grande ville à proximité. 
Située à 748 mètres d'altitude, l'Aveyron, le ruisseau de Cuge, le ruisseau de Malrieu sont les principaux cours d'eau qui traversent la commune de Buzeins. C'est une commune du parc naturel régional des Grands Causses.

## Histoire

### Toponymie
Buzingis en 942, Busenche en 1383. « Buzo » en germain, serait le nom du propriétaire d'un domaine qui aurait donné, entre les IIIe et Ve siècles, son nom au village.

## Politique et administration
| Période                                  | Période      | Identité            | Étiquette | Qualité  |
| ---------------------------------------- | ------------ | ------------------- | --------- | -------- |
| 1965                                     | 1983         | Jean-Marie Ginisty  |           |          |
| 1983                                     | 1997         | Jean-Claude Majorel |           |          |
| 1998                                     | 2008         | Georgette Lacoste   |           |          |
| mars 2008                                | mars 2014    | Roselyne Comby      |           |          |
| mars 2014                                | janvier 2016 | Georgette Lacoste   | SE        | Employée |
| Les données manquantes sont à compléter. |              |                     |           |          |

## Démographie
L'évolution du nombre d'habitants est connue à travers les recensements de la population effectués dans la commune depuis 1793. À partir du 1er janvier 2009, les populations légales des communes sont publiées annuellement dans le cadre d'un recensement qui repose désormais sur une collecte d'information annuelle, concernant successivement tous les territoires communaux au cours d'une période de cinq ans. 
Pour les communes de moins de 10 000 habitants, une enquête de recensement portant sur toute la population est réalisée tous les cinq ans, les populations légales des années intermédiaires étant quant à elles estimées par interpolation ou extrapolation. Pour la commune, le premier recensement exhaustif entrant dans le cadre du nouveau dispositif a été réalisé en 2006,.
En 2013, la commune comptait 187 habitants, en évolution de +1,63 % par rapport à 2008 (Aveyron : +0,58 %, France hors Mayotte : +2,49 %).
| 1793 | 1800 | 1831 | 1836 | 1841 | 1846 | 1851 | 1856 | 1861 |
| ---- | ---- | ---- | ---- | ---- | ---- | ---- | ---- | ---- |
| 598  | 662  | 646  | 617  | 623  | 641  | 630  | 602  | 575  |

| 1866 | 1872 | 1876 | 1881 | 1886 | 1891 | 1896 | 1901 | 1906 |
| ---- | ---- | ---- | ---- | ---- | ---- | ---- | ---- | ---- |
| 598  | 579  | 602  | 606  | 623  | 629  | 561  | 529  | 515  |

| 1911 | 1921 | 1926 | 1931 | 1936 | 1946 | 1954 | 1962 | 1968 |
| ---- | ---- | ---- | ---- | ---- | ---- | ---- | ---- | ---- |
| 455  | 365  | 366  | 333  | 312  | 305  | 254  | 262  | 219  |

| 1975 | 1982 | 1990 | 1999 | 2006 | 2011 | 2013 | - | - |
| ---- | ---- | ---- | ---- | ---- | ---- | ---- | - | - |
| 208  | 205  | 164  | 200  | 183  | 187  | 187  | - | - |

## Lieux et monuments

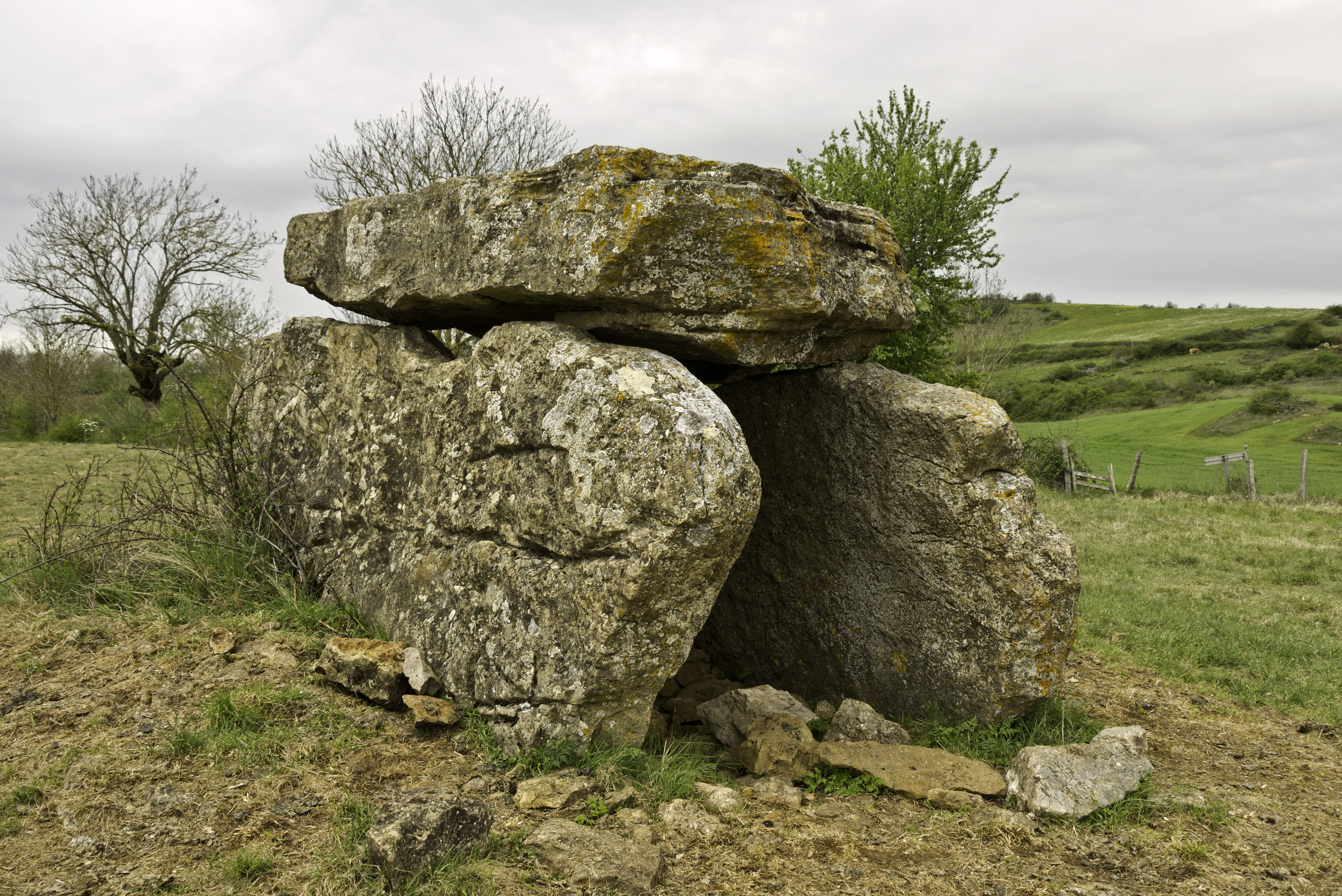
Dolmen de Galitorte.

Le Puech de Buzeins, ancien volcan dont on peut voir les orgues basaltiques, offre une magnifique vue sur les Monts d'Aubrac, du Lévézou, des Cévennes et du pays ruthénois.
Les nombreux dolmens et les sites gallo-romains sont les témoins d'un patrimoine riche et préservé.
- Dolmens de Surguières :  Inscrit MH (1933)[6].
- Dolmen de Galitorte :  Inscrit MH (1889)[7].

- Dolmen de Restous.
- Maison des Dolmens.
- Château de Buzareingues.

- Château, église fortifiée.

## Personnalités liées à la commune
- Charles Girou de Buzareingues et la famille Bedel Girou de Buzareingues.
- Léon Livinhac, archevêque de Kampala et Père blanc en Afrique.
- Ernest Saleil, médecin radiologue de l'hôpital Péan, chevalier de la légion d'honneur.